# Modisimus chiapa
Modisimus chiapa là một loài nhện trong họ Pholcidae. Loài này được phát hiện ở México.